# ورژ سرکیسیان
ورژ سرکیسیان  بازیکن فوتبال بازنشسته در پست ارمنی‌تبار اهل ایران است.

## باشگاهی
از باشگاه هایی که در توپ زده‌است می‌توان آرارات تهران را اشاره کرد.